# Guillenia lasiophylla
Guillenia lasiophylla es una especie de planta perteneciente  la familia Brassicaceae.  Es nativa de América del Norte occidental desde  Columbia Británica hasta el norte de México. Se puede encontrar en una gran variedad de hábitats. 

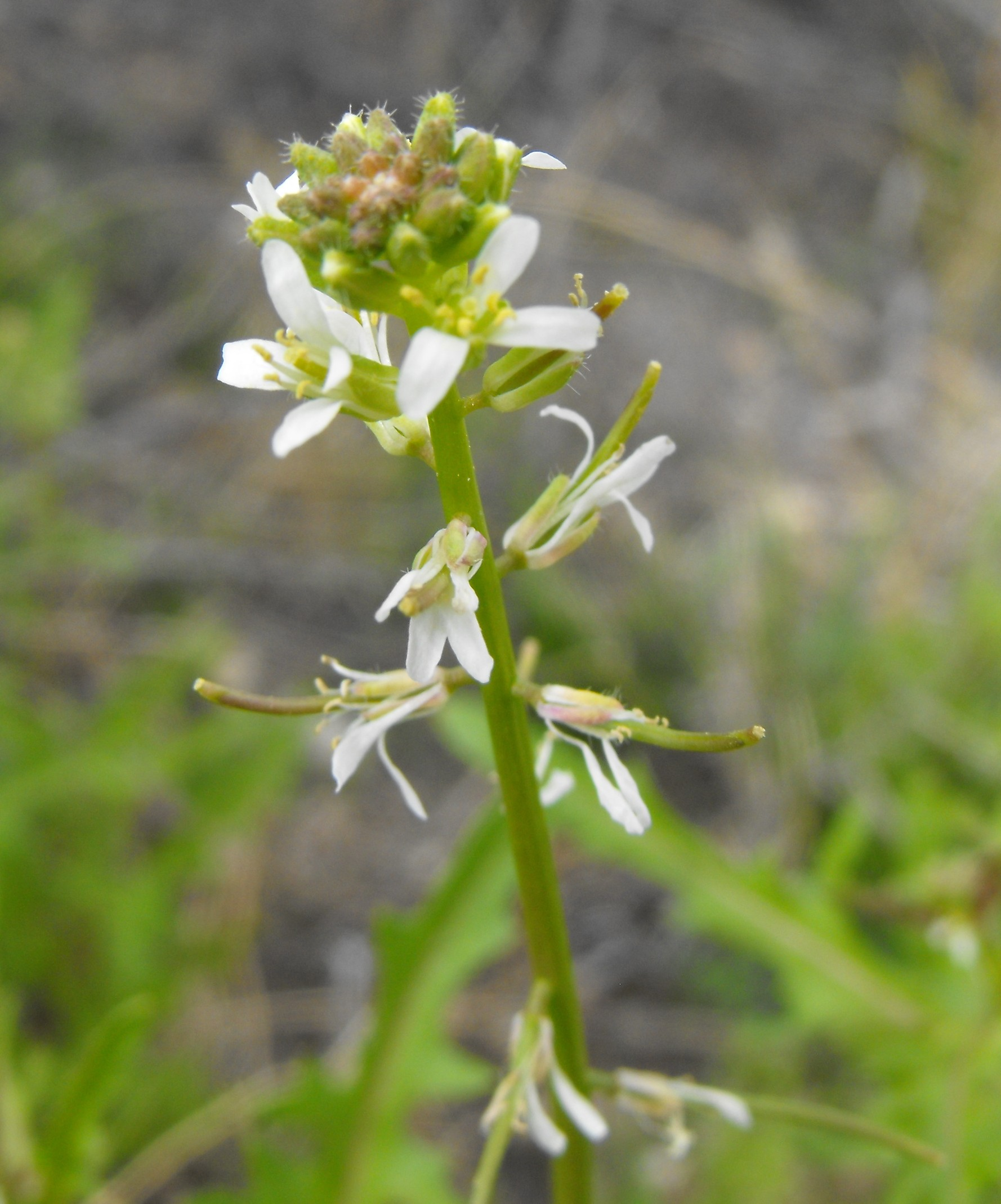
Inflorescencia

## Descripción
Es una planta con un delgado tallo erecto herbáceo anual con hojas largas lobuladas y dentadas  en torno a la base de la planta y  hojas más pequeñas revistiendo del tallo.  La parte superior de la planta está ocupada por una inflorescencia de flores, cada una  ampliamente ovalada de color blanco amarillento o pétalos de medio centímetro de largo. El fruto es una estrecha silicua de hasta de 7 centímetros de largo que cuelga del tallo.

## Taxonomía
Guillenia lasiophylla fue descrita por (Hook. & Arn.) Greene y publicado en Leaflets of Botanical Observation and Criticism 1(18): 227. 1906.
Etimología
Guillenia: nombre genérico que fue otorgado en honor del padre Clemente Guillén de Castro (1677-1748), jesuita novohispano.
lasiophylla: epíteto latino que significa "hojas lanosas".
Sinonimia
- Caulanthus lasiophyllus (Hook. & Arn.) Payson
- Guillenia inaliena (B.L.Rob.) Greene
- Guillenia rigida (Greene) Greene
- Hesperis reflexa (Nutt.) Kuntze
- Microsisymbrium lasiophyllum (Hook. & Arn.) O.E. Schulz
- Sisymbrium acuticarpum M.E. Jones
- Sisymbrium deflexum var. xerophilum E. Fourn.
- Sisymbrium lasiophyllum (Hook. & Arn.) K. Brandegee
- Sisymbrium reflexum Nutt.
- Streptanthus lasiophyllus (Hook. & Arn.) Hoover
- Streptanthus rigidus (Greene) Hoover
- Thelypodium lasiophyllum (Hook. & Arn.) Greene
- Thelypodium rigidum Greene
- Thelypodium utahense Rydb.[4]